# تريزانو سول نافيليو
بلدية في مدينة ميلانو الحضرية في إيطاليا بمنطقة لومبارديا، تقع على بعد حوالي ٩ كم جنوب غرب ميلانو.
تحدها البلديات بوتشيناسكو، كوساغو، تشيزانو بوسكوني، كورسيكو، غاليانو، ميلانو، وزيبيدو سان جاكومو. وتخدمها محطة محطة قطار تريزانو سول نافيجليو.

## وصلات خارجية
- الموقع الرسمي